# Windbelt
Un Windbelt es un dispositivo para convertir energía eólica en electricidad. Un windbelt está formado por un cable en tensión hecho de un material propenso a vibrar cuando expuesto a corrientes de viento, el movimiento de la cuerda producido por la aeroelasticidad mueve un imán, acercándolo o alejándolo de uno o más inductores y por tanto, induciendo una corriente eléctrica en los alambres del devanado.